# Мавро (виноград)
Мавро (грец. Μαύρο, що означає у перекладі «чорний») — це місцевий червоний виноград, культивований на острові Кіпр. Свою назву виноград отримав від темного кольору. Італійський ампелограф граф Джузеппе ді Ровасенда називає його в 1877 році Ципро Неро (кіпрський чорношкірий). Стародавній сорт, його придатність до жаркого кіпрського клімату зробив його домінуючою культивованою виноградною лозою на острові. На його частку припадає 70% культивованих лоз. Варто зазначити, що Мавро продовжують вирощувати на давніх підщепах, на відміну від більшості європейських сортів винограду, які прищеплюють на північноамериканські підщепи. Це наслідок розумного вирощування на Кіпрі під час епідемії філоксери, яка спустошила більшість інших європейських виноградників, у 19 столітті.
Мавруд — болгарське вино з подібною назвою, виготовлене з винограду мавруду. Нещодавні генотипування показали, що ці два різновиди (Мавро та Мавруд) не пов’язані між собою.
Виноград Мавро використовується для виробництва декількох (переважно червоних) місцевих вин. Однак найголовніше, що Мавро поєднується з виноградом Ксиністері для виробництва Commandaria, відомого кіпрського десертного вина. Він також використовується у виробництві спирту зиванія. Збір врожаю зазвичай відбувається у вересні.